# Qualitat (escacs)
La qualitat en escacs és el terme utilitzat per a referir-se a la diferència de valor relatiu entre una torre i una peça menor.
El guany de qualitat es refereix a una situació en la qual un jugador perd una peça menor, ja sigui un alfil o un cavall, però captura a canvi una torre del contrari. Es diu que el jugador que captura la torre del contrari ha guanyat la qualitat, mentre que el que la perd, es diu que ha perdut la qualitat.
Generalment, perdre la qualitat és perjudicial, tot i que de vegades poden existir raons per fer-ho intencionadament. El resultat és un sacrifici de qualitat.

## El sacrifici de qualitat
|   | a | b | c | d | e | f | g | h |   |
| 8 | d8 negres torre · e8 negres dama · g8 negres rei · f7 negres peó · g7 negres peó · h7 negres peó · c6 negres cavall · e6 negres torre · g6 negres alfil · a5 negres peó · b5 negres peó · e5 blanques peó · c4 negres peó · d4 blanques peó · f4 blanques dama · g4 blanques alfil · a3 blanques peó · c3 blanques peó · e3 blanques torre · b2 blanques alfil · g2 blanques peó · h2 blanques peó · d1 blanques dama · e1 blanques torre · g1 blanques rei | d8 negres torre · e8 negres dama · g8 negres rei · f7 negres peó · g7 negres peó · h7 negres peó · c6 negres cavall · e6 negres torre · g6 negres alfil · a5 negres peó · b5 negres peó · e5 blanques peó · c4 negres peó · d4 blanques peó · f4 blanques dama · g4 blanques alfil · a3 blanques peó · c3 blanques peó · e3 blanques torre · b2 blanques alfil · g2 blanques peó · h2 blanques peó · d1 blanques dama · e1 blanques torre · g1 blanques rei | d8 negres torre · e8 negres dama · g8 negres rei · f7 negres peó · g7 negres peó · h7 negres peó · c6 negres cavall · e6 negres torre · g6 negres alfil · a5 negres peó · b5 negres peó · e5 blanques peó · c4 negres peó · d4 blanques peó · f4 blanques dama · g4 blanques alfil · a3 blanques peó · c3 blanques peó · e3 blanques torre · b2 blanques alfil · g2 blanques peó · h2 blanques peó · d1 blanques dama · e1 blanques torre · g1 blanques rei | d8 negres torre · e8 negres dama · g8 negres rei · f7 negres peó · g7 negres peó · h7 negres peó · c6 negres cavall · e6 negres torre · g6 negres alfil · a5 negres peó · b5 negres peó · e5 blanques peó · c4 negres peó · d4 blanques peó · f4 blanques dama · g4 blanques alfil · a3 blanques peó · c3 blanques peó · e3 blanques torre · b2 blanques alfil · g2 blanques peó · h2 blanques peó · d1 blanques dama · e1 blanques torre · g1 blanques rei | d8 negres torre · e8 negres dama · g8 negres rei · f7 negres peó · g7 negres peó · h7 negres peó · c6 negres cavall · e6 negres torre · g6 negres alfil · a5 negres peó · b5 negres peó · e5 blanques peó · c4 negres peó · d4 blanques peó · f4 blanques dama · g4 blanques alfil · a3 blanques peó · c3 blanques peó · e3 blanques torre · b2 blanques alfil · g2 blanques peó · h2 blanques peó · d1 blanques dama · e1 blanques torre · g1 blanques rei | d8 negres torre · e8 negres dama · g8 negres rei · f7 negres peó · g7 negres peó · h7 negres peó · c6 negres cavall · e6 negres torre · g6 negres alfil · a5 negres peó · b5 negres peó · e5 blanques peó · c4 negres peó · d4 blanques peó · f4 blanques dama · g4 blanques alfil · a3 blanques peó · c3 blanques peó · e3 blanques torre · b2 blanques alfil · g2 blanques peó · h2 blanques peó · d1 blanques dama · e1 blanques torre · g1 blanques rei | d8 negres torre · e8 negres dama · g8 negres rei · f7 negres peó · g7 negres peó · h7 negres peó · c6 negres cavall · e6 negres torre · g6 negres alfil · a5 negres peó · b5 negres peó · e5 blanques peó · c4 negres peó · d4 blanques peó · f4 blanques dama · g4 blanques alfil · a3 blanques peó · c3 blanques peó · e3 blanques torre · b2 blanques alfil · g2 blanques peó · h2 blanques peó · d1 blanques dama · e1 blanques torre · g1 blanques rei | d8 negres torre · e8 negres dama · g8 negres rei · f7 negres peó · g7 negres peó · h7 negres peó · c6 negres cavall · e6 negres torre · g6 negres alfil · a5 negres peó · b5 negres peó · e5 blanques peó · c4 negres peó · d4 blanques peó · f4 blanques dama · g4 blanques alfil · a3 blanques peó · c3 blanques peó · e3 blanques torre · b2 blanques alfil · g2 blanques peó · h2 blanques peó · d1 blanques dama · e1 blanques torre · g1 blanques rei | 8 |
| 7 | d8 negres torre · e8 negres dama · g8 negres rei · f7 negres peó · g7 negres peó · h7 negres peó · c6 negres cavall · e6 negres torre · g6 negres alfil · a5 negres peó · b5 negres peó · e5 blanques peó · c4 negres peó · d4 blanques peó · f4 blanques dama · g4 blanques alfil · a3 blanques peó · c3 blanques peó · e3 blanques torre · b2 blanques alfil · g2 blanques peó · h2 blanques peó · d1 blanques dama · e1 blanques torre · g1 blanques rei | d8 negres torre · e8 negres dama · g8 negres rei · f7 negres peó · g7 negres peó · h7 negres peó · c6 negres cavall · e6 negres torre · g6 negres alfil · a5 negres peó · b5 negres peó · e5 blanques peó · c4 negres peó · d4 blanques peó · f4 blanques dama · g4 blanques alfil · a3 blanques peó · c3 blanques peó · e3 blanques torre · b2 blanques alfil · g2 blanques peó · h2 blanques peó · d1 blanques dama · e1 blanques torre · g1 blanques rei | d8 negres torre · e8 negres dama · g8 negres rei · f7 negres peó · g7 negres peó · h7 negres peó · c6 negres cavall · e6 negres torre · g6 negres alfil · a5 negres peó · b5 negres peó · e5 blanques peó · c4 negres peó · d4 blanques peó · f4 blanques dama · g4 blanques alfil · a3 blanques peó · c3 blanques peó · e3 blanques torre · b2 blanques alfil · g2 blanques peó · h2 blanques peó · d1 blanques dama · e1 blanques torre · g1 blanques rei | d8 negres torre · e8 negres dama · g8 negres rei · f7 negres peó · g7 negres peó · h7 negres peó · c6 negres cavall · e6 negres torre · g6 negres alfil · a5 negres peó · b5 negres peó · e5 blanques peó · c4 negres peó · d4 blanques peó · f4 blanques dama · g4 blanques alfil · a3 blanques peó · c3 blanques peó · e3 blanques torre · b2 blanques alfil · g2 blanques peó · h2 blanques peó · d1 blanques dama · e1 blanques torre · g1 blanques rei | d8 negres torre · e8 negres dama · g8 negres rei · f7 negres peó · g7 negres peó · h7 negres peó · c6 negres cavall · e6 negres torre · g6 negres alfil · a5 negres peó · b5 negres peó · e5 blanques peó · c4 negres peó · d4 blanques peó · f4 blanques dama · g4 blanques alfil · a3 blanques peó · c3 blanques peó · e3 blanques torre · b2 blanques alfil · g2 blanques peó · h2 blanques peó · d1 blanques dama · e1 blanques torre · g1 blanques rei | d8 negres torre · e8 negres dama · g8 negres rei · f7 negres peó · g7 negres peó · h7 negres peó · c6 negres cavall · e6 negres torre · g6 negres alfil · a5 negres peó · b5 negres peó · e5 blanques peó · c4 negres peó · d4 blanques peó · f4 blanques dama · g4 blanques alfil · a3 blanques peó · c3 blanques peó · e3 blanques torre · b2 blanques alfil · g2 blanques peó · h2 blanques peó · d1 blanques dama · e1 blanques torre · g1 blanques rei | d8 negres torre · e8 negres dama · g8 negres rei · f7 negres peó · g7 negres peó · h7 negres peó · c6 negres cavall · e6 negres torre · g6 negres alfil · a5 negres peó · b5 negres peó · e5 blanques peó · c4 negres peó · d4 blanques peó · f4 blanques dama · g4 blanques alfil · a3 blanques peó · c3 blanques peó · e3 blanques torre · b2 blanques alfil · g2 blanques peó · h2 blanques peó · d1 blanques dama · e1 blanques torre · g1 blanques rei | d8 negres torre · e8 negres dama · g8 negres rei · f7 negres peó · g7 negres peó · h7 negres peó · c6 negres cavall · e6 negres torre · g6 negres alfil · a5 negres peó · b5 negres peó · e5 blanques peó · c4 negres peó · d4 blanques peó · f4 blanques dama · g4 blanques alfil · a3 blanques peó · c3 blanques peó · e3 blanques torre · b2 blanques alfil · g2 blanques peó · h2 blanques peó · d1 blanques dama · e1 blanques torre · g1 blanques rei | 7 |
| 6 | d8 negres torre · e8 negres dama · g8 negres rei · f7 negres peó · g7 negres peó · h7 negres peó · c6 negres cavall · e6 negres torre · g6 negres alfil · a5 negres peó · b5 negres peó · e5 blanques peó · c4 negres peó · d4 blanques peó · f4 blanques dama · g4 blanques alfil · a3 blanques peó · c3 blanques peó · e3 blanques torre · b2 blanques alfil · g2 blanques peó · h2 blanques peó · d1 blanques dama · e1 blanques torre · g1 blanques rei | d8 negres torre · e8 negres dama · g8 negres rei · f7 negres peó · g7 negres peó · h7 negres peó · c6 negres cavall · e6 negres torre · g6 negres alfil · a5 negres peó · b5 negres peó · e5 blanques peó · c4 negres peó · d4 blanques peó · f4 blanques dama · g4 blanques alfil · a3 blanques peó · c3 blanques peó · e3 blanques torre · b2 blanques alfil · g2 blanques peó · h2 blanques peó · d1 blanques dama · e1 blanques torre · g1 blanques rei | d8 negres torre · e8 negres dama · g8 negres rei · f7 negres peó · g7 negres peó · h7 negres peó · c6 negres cavall · e6 negres torre · g6 negres alfil · a5 negres peó · b5 negres peó · e5 blanques peó · c4 negres peó · d4 blanques peó · f4 blanques dama · g4 blanques alfil · a3 blanques peó · c3 blanques peó · e3 blanques torre · b2 blanques alfil · g2 blanques peó · h2 blanques peó · d1 blanques dama · e1 blanques torre · g1 blanques rei | d8 negres torre · e8 negres dama · g8 negres rei · f7 negres peó · g7 negres peó · h7 negres peó · c6 negres cavall · e6 negres torre · g6 negres alfil · a5 negres peó · b5 negres peó · e5 blanques peó · c4 negres peó · d4 blanques peó · f4 blanques dama · g4 blanques alfil · a3 blanques peó · c3 blanques peó · e3 blanques torre · b2 blanques alfil · g2 blanques peó · h2 blanques peó · d1 blanques dama · e1 blanques torre · g1 blanques rei | d8 negres torre · e8 negres dama · g8 negres rei · f7 negres peó · g7 negres peó · h7 negres peó · c6 negres cavall · e6 negres torre · g6 negres alfil · a5 negres peó · b5 negres peó · e5 blanques peó · c4 negres peó · d4 blanques peó · f4 blanques dama · g4 blanques alfil · a3 blanques peó · c3 blanques peó · e3 blanques torre · b2 blanques alfil · g2 blanques peó · h2 blanques peó · d1 blanques dama · e1 blanques torre · g1 blanques rei | d8 negres torre · e8 negres dama · g8 negres rei · f7 negres peó · g7 negres peó · h7 negres peó · c6 negres cavall · e6 negres torre · g6 negres alfil · a5 negres peó · b5 negres peó · e5 blanques peó · c4 negres peó · d4 blanques peó · f4 blanques dama · g4 blanques alfil · a3 blanques peó · c3 blanques peó · e3 blanques torre · b2 blanques alfil · g2 blanques peó · h2 blanques peó · d1 blanques dama · e1 blanques torre · g1 blanques rei | d8 negres torre · e8 negres dama · g8 negres rei · f7 negres peó · g7 negres peó · h7 negres peó · c6 negres cavall · e6 negres torre · g6 negres alfil · a5 negres peó · b5 negres peó · e5 blanques peó · c4 negres peó · d4 blanques peó · f4 blanques dama · g4 blanques alfil · a3 blanques peó · c3 blanques peó · e3 blanques torre · b2 blanques alfil · g2 blanques peó · h2 blanques peó · d1 blanques dama · e1 blanques torre · g1 blanques rei | d8 negres torre · e8 negres dama · g8 negres rei · f7 negres peó · g7 negres peó · h7 negres peó · c6 negres cavall · e6 negres torre · g6 negres alfil · a5 negres peó · b5 negres peó · e5 blanques peó · c4 negres peó · d4 blanques peó · f4 blanques dama · g4 blanques alfil · a3 blanques peó · c3 blanques peó · e3 blanques torre · b2 blanques alfil · g2 blanques peó · h2 blanques peó · d1 blanques dama · e1 blanques torre · g1 blanques rei | 6 |
| 5 | d8 negres torre · e8 negres dama · g8 negres rei · f7 negres peó · g7 negres peó · h7 negres peó · c6 negres cavall · e6 negres torre · g6 negres alfil · a5 negres peó · b5 negres peó · e5 blanques peó · c4 negres peó · d4 blanques peó · f4 blanques dama · g4 blanques alfil · a3 blanques peó · c3 blanques peó · e3 blanques torre · b2 blanques alfil · g2 blanques peó · h2 blanques peó · d1 blanques dama · e1 blanques torre · g1 blanques rei | d8 negres torre · e8 negres dama · g8 negres rei · f7 negres peó · g7 negres peó · h7 negres peó · c6 negres cavall · e6 negres torre · g6 negres alfil · a5 negres peó · b5 negres peó · e5 blanques peó · c4 negres peó · d4 blanques peó · f4 blanques dama · g4 blanques alfil · a3 blanques peó · c3 blanques peó · e3 blanques torre · b2 blanques alfil · g2 blanques peó · h2 blanques peó · d1 blanques dama · e1 blanques torre · g1 blanques rei | d8 negres torre · e8 negres dama · g8 negres rei · f7 negres peó · g7 negres peó · h7 negres peó · c6 negres cavall · e6 negres torre · g6 negres alfil · a5 negres peó · b5 negres peó · e5 blanques peó · c4 negres peó · d4 blanques peó · f4 blanques dama · g4 blanques alfil · a3 blanques peó · c3 blanques peó · e3 blanques torre · b2 blanques alfil · g2 blanques peó · h2 blanques peó · d1 blanques dama · e1 blanques torre · g1 blanques rei | d8 negres torre · e8 negres dama · g8 negres rei · f7 negres peó · g7 negres peó · h7 negres peó · c6 negres cavall · e6 negres torre · g6 negres alfil · a5 negres peó · b5 negres peó · e5 blanques peó · c4 negres peó · d4 blanques peó · f4 blanques dama · g4 blanques alfil · a3 blanques peó · c3 blanques peó · e3 blanques torre · b2 blanques alfil · g2 blanques peó · h2 blanques peó · d1 blanques dama · e1 blanques torre · g1 blanques rei | d8 negres torre · e8 negres dama · g8 negres rei · f7 negres peó · g7 negres peó · h7 negres peó · c6 negres cavall · e6 negres torre · g6 negres alfil · a5 negres peó · b5 negres peó · e5 blanques peó · c4 negres peó · d4 blanques peó · f4 blanques dama · g4 blanques alfil · a3 blanques peó · c3 blanques peó · e3 blanques torre · b2 blanques alfil · g2 blanques peó · h2 blanques peó · d1 blanques dama · e1 blanques torre · g1 blanques rei | d8 negres torre · e8 negres dama · g8 negres rei · f7 negres peó · g7 negres peó · h7 negres peó · c6 negres cavall · e6 negres torre · g6 negres alfil · a5 negres peó · b5 negres peó · e5 blanques peó · c4 negres peó · d4 blanques peó · f4 blanques dama · g4 blanques alfil · a3 blanques peó · c3 blanques peó · e3 blanques torre · b2 blanques alfil · g2 blanques peó · h2 blanques peó · d1 blanques dama · e1 blanques torre · g1 blanques rei | d8 negres torre · e8 negres dama · g8 negres rei · f7 negres peó · g7 negres peó · h7 negres peó · c6 negres cavall · e6 negres torre · g6 negres alfil · a5 negres peó · b5 negres peó · e5 blanques peó · c4 negres peó · d4 blanques peó · f4 blanques dama · g4 blanques alfil · a3 blanques peó · c3 blanques peó · e3 blanques torre · b2 blanques alfil · g2 blanques peó · h2 blanques peó · d1 blanques dama · e1 blanques torre · g1 blanques rei | d8 negres torre · e8 negres dama · g8 negres rei · f7 negres peó · g7 negres peó · h7 negres peó · c6 negres cavall · e6 negres torre · g6 negres alfil · a5 negres peó · b5 negres peó · e5 blanques peó · c4 negres peó · d4 blanques peó · f4 blanques dama · g4 blanques alfil · a3 blanques peó · c3 blanques peó · e3 blanques torre · b2 blanques alfil · g2 blanques peó · h2 blanques peó · d1 blanques dama · e1 blanques torre · g1 blanques rei | 5 |
| 4 | d8 negres torre · e8 negres dama · g8 negres rei · f7 negres peó · g7 negres peó · h7 negres peó · c6 negres cavall · e6 negres torre · g6 negres alfil · a5 negres peó · b5 negres peó · e5 blanques peó · c4 negres peó · d4 blanques peó · f4 blanques dama · g4 blanques alfil · a3 blanques peó · c3 blanques peó · e3 blanques torre · b2 blanques alfil · g2 blanques peó · h2 blanques peó · d1 blanques dama · e1 blanques torre · g1 blanques rei | d8 negres torre · e8 negres dama · g8 negres rei · f7 negres peó · g7 negres peó · h7 negres peó · c6 negres cavall · e6 negres torre · g6 negres alfil · a5 negres peó · b5 negres peó · e5 blanques peó · c4 negres peó · d4 blanques peó · f4 blanques dama · g4 blanques alfil · a3 blanques peó · c3 blanques peó · e3 blanques torre · b2 blanques alfil · g2 blanques peó · h2 blanques peó · d1 blanques dama · e1 blanques torre · g1 blanques rei | d8 negres torre · e8 negres dama · g8 negres rei · f7 negres peó · g7 negres peó · h7 negres peó · c6 negres cavall · e6 negres torre · g6 negres alfil · a5 negres peó · b5 negres peó · e5 blanques peó · c4 negres peó · d4 blanques peó · f4 blanques dama · g4 blanques alfil · a3 blanques peó · c3 blanques peó · e3 blanques torre · b2 blanques alfil · g2 blanques peó · h2 blanques peó · d1 blanques dama · e1 blanques torre · g1 blanques rei | d8 negres torre · e8 negres dama · g8 negres rei · f7 negres peó · g7 negres peó · h7 negres peó · c6 negres cavall · e6 negres torre · g6 negres alfil · a5 negres peó · b5 negres peó · e5 blanques peó · c4 negres peó · d4 blanques peó · f4 blanques dama · g4 blanques alfil · a3 blanques peó · c3 blanques peó · e3 blanques torre · b2 blanques alfil · g2 blanques peó · h2 blanques peó · d1 blanques dama · e1 blanques torre · g1 blanques rei | d8 negres torre · e8 negres dama · g8 negres rei · f7 negres peó · g7 negres peó · h7 negres peó · c6 negres cavall · e6 negres torre · g6 negres alfil · a5 negres peó · b5 negres peó · e5 blanques peó · c4 negres peó · d4 blanques peó · f4 blanques dama · g4 blanques alfil · a3 blanques peó · c3 blanques peó · e3 blanques torre · b2 blanques alfil · g2 blanques peó · h2 blanques peó · d1 blanques dama · e1 blanques torre · g1 blanques rei | d8 negres torre · e8 negres dama · g8 negres rei · f7 negres peó · g7 negres peó · h7 negres peó · c6 negres cavall · e6 negres torre · g6 negres alfil · a5 negres peó · b5 negres peó · e5 blanques peó · c4 negres peó · d4 blanques peó · f4 blanques dama · g4 blanques alfil · a3 blanques peó · c3 blanques peó · e3 blanques torre · b2 blanques alfil · g2 blanques peó · h2 blanques peó · d1 blanques dama · e1 blanques torre · g1 blanques rei | d8 negres torre · e8 negres dama · g8 negres rei · f7 negres peó · g7 negres peó · h7 negres peó · c6 negres cavall · e6 negres torre · g6 negres alfil · a5 negres peó · b5 negres peó · e5 blanques peó · c4 negres peó · d4 blanques peó · f4 blanques dama · g4 blanques alfil · a3 blanques peó · c3 blanques peó · e3 blanques torre · b2 blanques alfil · g2 blanques peó · h2 blanques peó · d1 blanques dama · e1 blanques torre · g1 blanques rei | d8 negres torre · e8 negres dama · g8 negres rei · f7 negres peó · g7 negres peó · h7 negres peó · c6 negres cavall · e6 negres torre · g6 negres alfil · a5 negres peó · b5 negres peó · e5 blanques peó · c4 negres peó · d4 blanques peó · f4 blanques dama · g4 blanques alfil · a3 blanques peó · c3 blanques peó · e3 blanques torre · b2 blanques alfil · g2 blanques peó · h2 blanques peó · d1 blanques dama · e1 blanques torre · g1 blanques rei | 4 |
| 3 | d8 negres torre · e8 negres dama · g8 negres rei · f7 negres peó · g7 negres peó · h7 negres peó · c6 negres cavall · e6 negres torre · g6 negres alfil · a5 negres peó · b5 negres peó · e5 blanques peó · c4 negres peó · d4 blanques peó · f4 blanques dama · g4 blanques alfil · a3 blanques peó · c3 blanques peó · e3 blanques torre · b2 blanques alfil · g2 blanques peó · h2 blanques peó · d1 blanques dama · e1 blanques torre · g1 blanques rei | d8 negres torre · e8 negres dama · g8 negres rei · f7 negres peó · g7 negres peó · h7 negres peó · c6 negres cavall · e6 negres torre · g6 negres alfil · a5 negres peó · b5 negres peó · e5 blanques peó · c4 negres peó · d4 blanques peó · f4 blanques dama · g4 blanques alfil · a3 blanques peó · c3 blanques peó · e3 blanques torre · b2 blanques alfil · g2 blanques peó · h2 blanques peó · d1 blanques dama · e1 blanques torre · g1 blanques rei | d8 negres torre · e8 negres dama · g8 negres rei · f7 negres peó · g7 negres peó · h7 negres peó · c6 negres cavall · e6 negres torre · g6 negres alfil · a5 negres peó · b5 negres peó · e5 blanques peó · c4 negres peó · d4 blanques peó · f4 blanques dama · g4 blanques alfil · a3 blanques peó · c3 blanques peó · e3 blanques torre · b2 blanques alfil · g2 blanques peó · h2 blanques peó · d1 blanques dama · e1 blanques torre · g1 blanques rei | d8 negres torre · e8 negres dama · g8 negres rei · f7 negres peó · g7 negres peó · h7 negres peó · c6 negres cavall · e6 negres torre · g6 negres alfil · a5 negres peó · b5 negres peó · e5 blanques peó · c4 negres peó · d4 blanques peó · f4 blanques dama · g4 blanques alfil · a3 blanques peó · c3 blanques peó · e3 blanques torre · b2 blanques alfil · g2 blanques peó · h2 blanques peó · d1 blanques dama · e1 blanques torre · g1 blanques rei | d8 negres torre · e8 negres dama · g8 negres rei · f7 negres peó · g7 negres peó · h7 negres peó · c6 negres cavall · e6 negres torre · g6 negres alfil · a5 negres peó · b5 negres peó · e5 blanques peó · c4 negres peó · d4 blanques peó · f4 blanques dama · g4 blanques alfil · a3 blanques peó · c3 blanques peó · e3 blanques torre · b2 blanques alfil · g2 blanques peó · h2 blanques peó · d1 blanques dama · e1 blanques torre · g1 blanques rei | d8 negres torre · e8 negres dama · g8 negres rei · f7 negres peó · g7 negres peó · h7 negres peó · c6 negres cavall · e6 negres torre · g6 negres alfil · a5 negres peó · b5 negres peó · e5 blanques peó · c4 negres peó · d4 blanques peó · f4 blanques dama · g4 blanques alfil · a3 blanques peó · c3 blanques peó · e3 blanques torre · b2 blanques alfil · g2 blanques peó · h2 blanques peó · d1 blanques dama · e1 blanques torre · g1 blanques rei | d8 negres torre · e8 negres dama · g8 negres rei · f7 negres peó · g7 negres peó · h7 negres peó · c6 negres cavall · e6 negres torre · g6 negres alfil · a5 negres peó · b5 negres peó · e5 blanques peó · c4 negres peó · d4 blanques peó · f4 blanques dama · g4 blanques alfil · a3 blanques peó · c3 blanques peó · e3 blanques torre · b2 blanques alfil · g2 blanques peó · h2 blanques peó · d1 blanques dama · e1 blanques torre · g1 blanques rei | d8 negres torre · e8 negres dama · g8 negres rei · f7 negres peó · g7 negres peó · h7 negres peó · c6 negres cavall · e6 negres torre · g6 negres alfil · a5 negres peó · b5 negres peó · e5 blanques peó · c4 negres peó · d4 blanques peó · f4 blanques dama · g4 blanques alfil · a3 blanques peó · c3 blanques peó · e3 blanques torre · b2 blanques alfil · g2 blanques peó · h2 blanques peó · d1 blanques dama · e1 blanques torre · g1 blanques rei | 3 |
| 2 | d8 negres torre · e8 negres dama · g8 negres rei · f7 negres peó · g7 negres peó · h7 negres peó · c6 negres cavall · e6 negres torre · g6 negres alfil · a5 negres peó · b5 negres peó · e5 blanques peó · c4 negres peó · d4 blanques peó · f4 blanques dama · g4 blanques alfil · a3 blanques peó · c3 blanques peó · e3 blanques torre · b2 blanques alfil · g2 blanques peó · h2 blanques peó · d1 blanques dama · e1 blanques torre · g1 blanques rei | d8 negres torre · e8 negres dama · g8 negres rei · f7 negres peó · g7 negres peó · h7 negres peó · c6 negres cavall · e6 negres torre · g6 negres alfil · a5 negres peó · b5 negres peó · e5 blanques peó · c4 negres peó · d4 blanques peó · f4 blanques dama · g4 blanques alfil · a3 blanques peó · c3 blanques peó · e3 blanques torre · b2 blanques alfil · g2 blanques peó · h2 blanques peó · d1 blanques dama · e1 blanques torre · g1 blanques rei | d8 negres torre · e8 negres dama · g8 negres rei · f7 negres peó · g7 negres peó · h7 negres peó · c6 negres cavall · e6 negres torre · g6 negres alfil · a5 negres peó · b5 negres peó · e5 blanques peó · c4 negres peó · d4 blanques peó · f4 blanques dama · g4 blanques alfil · a3 blanques peó · c3 blanques peó · e3 blanques torre · b2 blanques alfil · g2 blanques peó · h2 blanques peó · d1 blanques dama · e1 blanques torre · g1 blanques rei | d8 negres torre · e8 negres dama · g8 negres rei · f7 negres peó · g7 negres peó · h7 negres peó · c6 negres cavall · e6 negres torre · g6 negres alfil · a5 negres peó · b5 negres peó · e5 blanques peó · c4 negres peó · d4 blanques peó · f4 blanques dama · g4 blanques alfil · a3 blanques peó · c3 blanques peó · e3 blanques torre · b2 blanques alfil · g2 blanques peó · h2 blanques peó · d1 blanques dama · e1 blanques torre · g1 blanques rei | d8 negres torre · e8 negres dama · g8 negres rei · f7 negres peó · g7 negres peó · h7 negres peó · c6 negres cavall · e6 negres torre · g6 negres alfil · a5 negres peó · b5 negres peó · e5 blanques peó · c4 negres peó · d4 blanques peó · f4 blanques dama · g4 blanques alfil · a3 blanques peó · c3 blanques peó · e3 blanques torre · b2 blanques alfil · g2 blanques peó · h2 blanques peó · d1 blanques dama · e1 blanques torre · g1 blanques rei | d8 negres torre · e8 negres dama · g8 negres rei · f7 negres peó · g7 negres peó · h7 negres peó · c6 negres cavall · e6 negres torre · g6 negres alfil · a5 negres peó · b5 negres peó · e5 blanques peó · c4 negres peó · d4 blanques peó · f4 blanques dama · g4 blanques alfil · a3 blanques peó · c3 blanques peó · e3 blanques torre · b2 blanques alfil · g2 blanques peó · h2 blanques peó · d1 blanques dama · e1 blanques torre · g1 blanques rei | d8 negres torre · e8 negres dama · g8 negres rei · f7 negres peó · g7 negres peó · h7 negres peó · c6 negres cavall · e6 negres torre · g6 negres alfil · a5 negres peó · b5 negres peó · e5 blanques peó · c4 negres peó · d4 blanques peó · f4 blanques dama · g4 blanques alfil · a3 blanques peó · c3 blanques peó · e3 blanques torre · b2 blanques alfil · g2 blanques peó · h2 blanques peó · d1 blanques dama · e1 blanques torre · g1 blanques rei | d8 negres torre · e8 negres dama · g8 negres rei · f7 negres peó · g7 negres peó · h7 negres peó · c6 negres cavall · e6 negres torre · g6 negres alfil · a5 negres peó · b5 negres peó · e5 blanques peó · c4 negres peó · d4 blanques peó · f4 blanques dama · g4 blanques alfil · a3 blanques peó · c3 blanques peó · e3 blanques torre · b2 blanques alfil · g2 blanques peó · h2 blanques peó · d1 blanques dama · e1 blanques torre · g1 blanques rei | 2 |
| 1 | d8 negres torre · e8 negres dama · g8 negres rei · f7 negres peó · g7 negres peó · h7 negres peó · c6 negres cavall · e6 negres torre · g6 negres alfil · a5 negres peó · b5 negres peó · e5 blanques peó · c4 negres peó · d4 blanques peó · f4 blanques dama · g4 blanques alfil · a3 blanques peó · c3 blanques peó · e3 blanques torre · b2 blanques alfil · g2 blanques peó · h2 blanques peó · d1 blanques dama · e1 blanques torre · g1 blanques rei | d8 negres torre · e8 negres dama · g8 negres rei · f7 negres peó · g7 negres peó · h7 negres peó · c6 negres cavall · e6 negres torre · g6 negres alfil · a5 negres peó · b5 negres peó · e5 blanques peó · c4 negres peó · d4 blanques peó · f4 blanques dama · g4 blanques alfil · a3 blanques peó · c3 blanques peó · e3 blanques torre · b2 blanques alfil · g2 blanques peó · h2 blanques peó · d1 blanques dama · e1 blanques torre · g1 blanques rei | d8 negres torre · e8 negres dama · g8 negres rei · f7 negres peó · g7 negres peó · h7 negres peó · c6 negres cavall · e6 negres torre · g6 negres alfil · a5 negres peó · b5 negres peó · e5 blanques peó · c4 negres peó · d4 blanques peó · f4 blanques dama · g4 blanques alfil · a3 blanques peó · c3 blanques peó · e3 blanques torre · b2 blanques alfil · g2 blanques peó · h2 blanques peó · d1 blanques dama · e1 blanques torre · g1 blanques rei | d8 negres torre · e8 negres dama · g8 negres rei · f7 negres peó · g7 negres peó · h7 negres peó · c6 negres cavall · e6 negres torre · g6 negres alfil · a5 negres peó · b5 negres peó · e5 blanques peó · c4 negres peó · d4 blanques peó · f4 blanques dama · g4 blanques alfil · a3 blanques peó · c3 blanques peó · e3 blanques torre · b2 blanques alfil · g2 blanques peó · h2 blanques peó · d1 blanques dama · e1 blanques torre · g1 blanques rei | d8 negres torre · e8 negres dama · g8 negres rei · f7 negres peó · g7 negres peó · h7 negres peó · c6 negres cavall · e6 negres torre · g6 negres alfil · a5 negres peó · b5 negres peó · e5 blanques peó · c4 negres peó · d4 blanques peó · f4 blanques dama · g4 blanques alfil · a3 blanques peó · c3 blanques peó · e3 blanques torre · b2 blanques alfil · g2 blanques peó · h2 blanques peó · d1 blanques dama · e1 blanques torre · g1 blanques rei | d8 negres torre · e8 negres dama · g8 negres rei · f7 negres peó · g7 negres peó · h7 negres peó · c6 negres cavall · e6 negres torre · g6 negres alfil · a5 negres peó · b5 negres peó · e5 blanques peó · c4 negres peó · d4 blanques peó · f4 blanques dama · g4 blanques alfil · a3 blanques peó · c3 blanques peó · e3 blanques torre · b2 blanques alfil · g2 blanques peó · h2 blanques peó · d1 blanques dama · e1 blanques torre · g1 blanques rei | d8 negres torre · e8 negres dama · g8 negres rei · f7 negres peó · g7 negres peó · h7 negres peó · c6 negres cavall · e6 negres torre · g6 negres alfil · a5 negres peó · b5 negres peó · e5 blanques peó · c4 negres peó · d4 blanques peó · f4 blanques dama · g4 blanques alfil · a3 blanques peó · c3 blanques peó · e3 blanques torre · b2 blanques alfil · g2 blanques peó · h2 blanques peó · d1 blanques dama · e1 blanques torre · g1 blanques rei | d8 negres torre · e8 negres dama · g8 negres rei · f7 negres peó · g7 negres peó · h7 negres peó · c6 negres cavall · e6 negres torre · g6 negres alfil · a5 negres peó · b5 negres peó · e5 blanques peó · c4 negres peó · d4 blanques peó · f4 blanques dama · g4 blanques alfil · a3 blanques peó · c3 blanques peó · e3 blanques torre · b2 blanques alfil · g2 blanques peó · h2 blanques peó · d1 blanques dama · e1 blanques torre · g1 blanques rei | 1 |
|   | a | b | c | d | e | f | g | h |   |

Un sacrifici de qualitat té lloc quan un jugador entrega una torre per una peça menor. Sovint es fa servir per destruir l'estructura de peons enemics, (com en algunes variants de la defensa siciliana en què les negres juguen TxCc3), per establir una peça menor en una casella forta (sovint amenaçant al rei contrari) o per millorar la seva estructura de peons o per guanyar temps pel desenvolupament.
Tigran Petrossian, el Campió del món entre 1963-1969, era un bon coneixedor d'aquesta tècnica i la va utilitzar creativament al llarg de la seva carrera. Una vegada li van preguntar quina era la seva peça favorita i va respondre (mig de broma): "La torre, perquè la puc sacrificar per peces menors!".
En la coneguda partida Reshevsky-Petrossian celebrada a Zúric el 1953, va sacrificar una qualitat en el moviment 25, només per tal que el seu oponent la tornés al moviment 30 (la partida va finalitzar en taules). Aquesta partida és la més famosa i l'exemple més sovint mostrat per a explicar els sacrificis de qualitat.

## La miniqualitat
La miniqualitat es refereix a la captura d'un alfil a canvi d'un cavall. El terme s'utilitza poques vegades (potser per la proximitat de valor entre aquestes peces). També es poden referir a la captura de dues peces menors contràries, a canvi d'una torre.
En moltes posicions d'escacs, un alfil és lleugerament superior a un cavall a causa de la seva major mobilitat. A mesura que progressa una partida d'escacs, els peons tendeixen a ser canviats, eliminant punts de suport per als cavalls i obrint línies per als alfils. Això generalment condueix a fer que l'avantatge de l'alfil augmenti al llarg de la partida.
Hi ha algunes ocasions en les quals un cavall pot valer més que un alfil, de tal manera que aquest canvi no s'hagi de fer necessàriament cada cop que es tingui l'oportunitat de fer-lo.